# Xorides fracticornis
Xorides fracticornis är en stekelart som först beskrevs av Smith 1860.  Xorides fracticornis ingår i släktet Xorides och familjen brokparasitsteklar. Inga underarter finns listade i Catalogue of Life.